# Oxylobium arborescens
Espèce
Oxylobium arborescens est une espèce de plantes à fleurs de la famille des Fabaceae. C'est un arbuste ou un petit arbre que l'on trouve dans le sud-est de l'Australie.